# Olympische Jugend-Sommerspiele 2014/Teilnehmer (Portugal)
| Gelbes Symbol für Goldmedaillen mit stilisierten Olympischen Ringen | Graues Symbol für Silbermedaillen mit stilisierten Olympischen Ringen | Braundes Symbol für Bronzemedaillen mit stilisierten Olympischen Ringen |
| ------------------------------------------------------------------- | --------------------------------------------------------------------- | ----------------------------------------------------------------------- |
| —                                                                   | 1                                                                     | 1                                                                       |

Die Jugend-Olympiamannschaft aus Portugal für die II. Olympischen Jugend-Sommerspiele vom 16. bis 28. August 2014 in Nanjing (Volksrepublik China) bestand aus 21 Athleten. Fahnenträger bei der Eröffnungsfeier war der Trampolinturner Pedro Ferreira, der die Bronzemedaille gewinnen konnte. Bei der Schlussfeier trug der Segler Rodolfo Pires, der die Silbermedaille gewann, die portugiesische Fahne. Darüber hinaus gewannen die Judoka Maria Siderot und die Fünfkämpferin Maria Teixeira jeweils eine Goldmedaille, allerdings in einer gemischten Mannschaft, sodass diese Medaillen nicht in die offizielle Wertung mit einflossen.

## Athleten nach Sportarten

### Judo
| Mädchen - Maria Siderot Klasse bis 52 kg: 13. Platz Mixed: Gold (im Team Rouge) | Jungen - Anri Egutidze Klasse bis 81 kg: 9. Platz Mixed: 5. Platz (im Team Berghmans) |

### Kanu
Jungen
- Luis Ferreira
Kajak-Einer Slalom: disqualifiziert (Qualifikation)
Kajak-Einer Sprint: 8. Platz

### Leichtathletik
Mädchen
- Jessica Barreira
Dreisprung: 11. Platz
- Ana Fernandes
Hammerwurf: 10. Platz

### Moderner Fünfkampf
| Mädchen - Maria Teixeira Einzel: 13. Platz Miyed: Gold (mit Anton Kusnezow Ukraine) | Jungen - Daniel Lopes Einzel: 22. Platz Mixed: 20. Platz (mit Anna Matthes Deutschland) |

### Radsport
| Mädchen - Ana Lopes - Ana Silvestre Mannschaft: 27. Platz Staffel Mixed: 12. Platz | Jungen - Bruno Machado - Tiago Antunes Mannschaft: 11. Platz Staffel Mixed: 12. Platz |

### Schwimmen
| Mädchen - Tamila Holub 200 m Freistil: 28. Platz (Vorrunde) 400 m Freistil: 19. Platz (Vorrunde) 800 m Freistil: 12. Platz - Florbela Machado 800 m Freistil: 13. Platz | Jungen - André Farinha 200 m Freistil: 29. Platz (Vorrunde) 400 m Freistil: 26. Platz (Vorrunde) - Rafael Gil 400 m Freistil: 21. Platz (Vorrunde) 800 m Freistil: 16. Platz |

### Segeln
| Mädchen - Mafalda Pires de Lima Byte CII: 21. Platz | Jungen - Rodolfo Pires Byte CII: Silber |

### Tischtennis
Jungen
- Diogo Chen
Einzel: Achtelfinale
Mixed: Achtelfinale (mit Adina Diaconu  Rumänien)

### Triathlon
Jungen
- Miguel Cassiano
Einzel: 13. Platz
Mixed Staffel: 4. Platz (im Team Europa 4)

### Trampolinturnen
Jungen
- Pedro Ferreira
Einzel: Bronze

### Turnen
Mädchen
- Sara Raposeiro
Einzelmehrkampf: 27. Platz (Qualifikation)